# Reiko Tosa
Reiko Tosa (土佐礼子, Tosa Reiko), née le 11 juin 1976, est une athlète japonaise, spécialiste du marathon. Elle mesure 1,65 m pour 51 kg.

## Palmarès

### Championnats du monde d'athlétisme
- Championnats du monde d'athlétisme de 2001 à Edmonton ( Canada)
  -  Médaille d'argent sur le marathon
- Championnats du monde d'athlétisme de 2007 à Osaka ( Japon)
  -  Médaille de bronze sur le marathon